# Financiación de las cruzadas

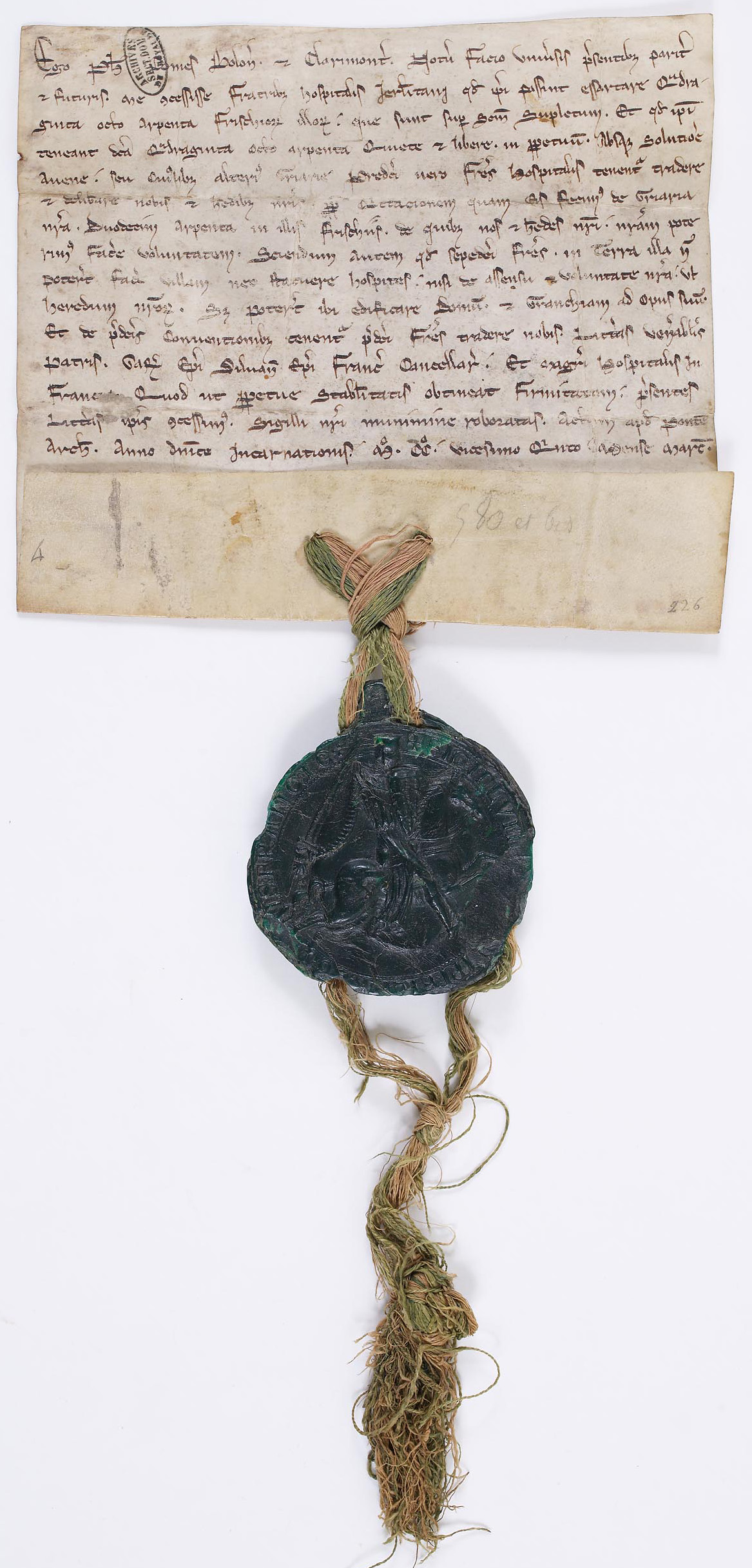
Concesión por parte de Felipe Hurepel de Clermont a los hospitalarios de San Juan de Jerusalén de 48 arpendes de tierra para desbrozar cerca de Saint-Souplet, marzo de 1226.

La financiación de las Cruzadas fue un proceso complejo que dependió de una combinación de impuestos, donaciones, préstamos y de las capacidades organizativas de la Iglesia y las órdenes militares. Estos mecanismos no solo financiaron las expediciones militares, sino que también reforzaron las estructuras socioeconómicas de la Europa medieval, también dejaron legados duraderos en términos de innovación financiera y transformación social.

### Donaciones y legados

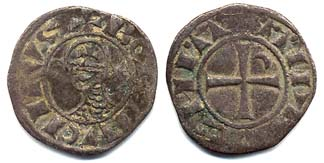
Principado de Antioquía, moneda de Bohemundo III de Antioquía

## Métodos de gestión financiera

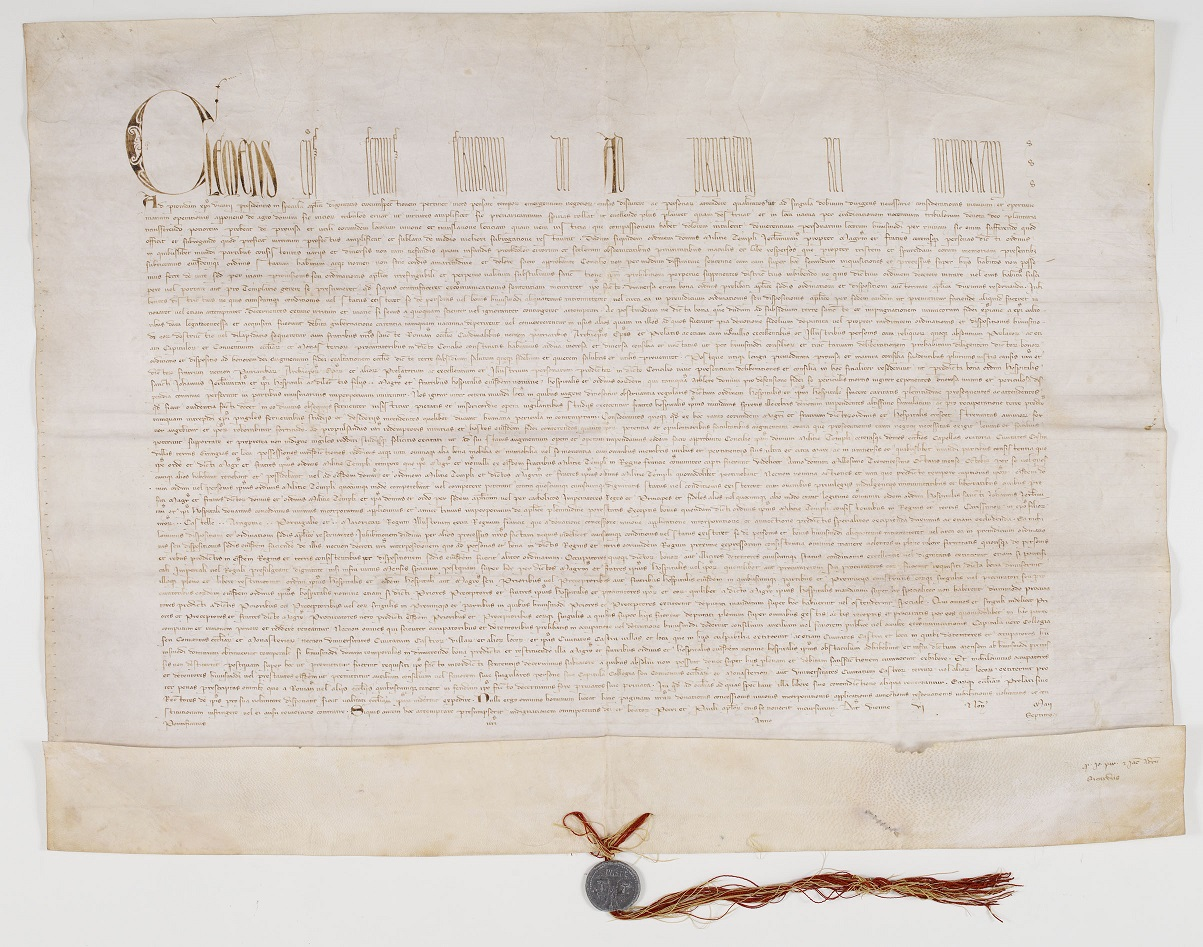
Bula Ad Providam de Clemente V (2 de mayo de 1312) transfiriendo los bienes de la Orden del Temple a la Orden del Hospital de San Juan de Jerusalén.